# Jens Nørregaard
Jens Nørregaard, född 16 maj 1887, död 26 juli 1953, var en dansk teolog. Han var brorson till Jens Nørregård.
Nørregaard blev teologie kandidat 1910 och teologie doktor 1920. Han var lärare vid De forenede Kirkeskole i Köpenhamn 1914-22, assistent vid Teologisk Laboratorum 1918-23, professor i kyrkohistoria vid Köpenhamns universitet från 1923 och teologie hedersdoktor vid Uppsala universitet 1932. Nørregaard sysslade särskilt med Augstinusforskning och gjorde i detta avseende vidsträckta resor i Europa och Afrika. Hans doktorsavhandling behandlade Augustins religiöse Gennembrud (1920) och 1928 utkom  Augustins Vej til Kristendommen (svensk översättning samma år). Denna bok blev en av de viktigaste böckerna som skrevs om Augustinus på svenska under 1900-talets första halvseklet. Dessutom utgav han läroböcker i kyrkohistoria.

## Utmärkelser
- Hedersdoktor vid Uppsala universitet,  1932[3]
- Kommendör av första graden av Dannebrogorden,  1949[2]

[Redigera Wikidata]